# Рассвет (Ленинградская область)
Рассвет — посёлок в Доможировском сельском поселении Лодейнопольского района Ленинградской области.

## История
На карте Ленинградской области Северо-западного аэрогеодезического треста ГГУ издания 1932 года на месте современного посёлка отмечена вырубка.
Строительство посёлка Рассвет началось в 1969 году силами ПМК-104 треста № 34 Севзапалюминстроя Главзапстроя.
В 1970—1971 годах были построены первые два кирпичных дома, контора совхоза «Ильич», столовая, очистные сооружения, водозабор и овощехранилище. 5 февраля 1971 года считается днём рождения посёлка Рассвет.
По данным 1973 года посёлок Рассвет входил в состав Доможировского сельсовета Волховского района. В 1973 году в посёлке были построены торговый центр, два магазина, столовая и гостиница.
С октября 1974 года в составе Лодейнопольского района.
В мае 1977 года открылся детский сад «Сказка» на 140 мест.
К 1978 году были построены 3-й и 4-й дома.
В 1980 году был сдан 5-й, а в 1982 году 6-й жилой дом.
В 1983 году в посёлке был построен Дом культуры.
По данным 1990 года посёлок Рассвет также входил в состав Доможировского сельсовета Лодейнопольского района.
В 1997 году в посёлке Рассвет Доможировской волости проживали 918 человек, в 2002 году — 851 человек (русские — 95 %).
В 2000 году к посёлку был присоединен «Новый квартал», где проживают бывшие военнослужащие выведенные из Прибалтики.
В 2002 году была построена школа на 436 мест.
С 1 января 2006 года в составе Вахновокарского сельского поселения.
В 2007 году в посёлке Рассвет Вахновокарского СП проживали 944 человека, в 2010 году — 784.
С 2012 года в составе Доможировского сельского поселения.

## География
Посёлок расположен в западной части района на автодороге 41К-016 (Станция Оять — Плотично).
Расстояние до административного центра поселения — 5 км.
Посёлок находится на левом берегу реки Оять. В посёлке берёт исток ручей Прилижья.

## Демография
| 1997 | 2007 | 2010 | 2014 | 2017 |
| ---- | ---- | ---- | ---- | ---- |
| 918  | ↗944 | ↘784 | ↗893 | ↘850 |

### Национальный состав
Согласно данным Всероссийской переписи населения 2021 года в посёлке проживали 829 человек, из них:
 русские — 803, украинцы — 8, белорусы — 3, казахи — 2, татары — 2, болгары — 1, карелы — 1, румыны — 1, другие национальности — 1 человек, остальные национальность не указали.

## Инфраструктура
По данным администрации Доможировского сельского поселения:
- на 1 января 2014 года в посёлке было зарегистрировано 341 домохозяйство и 913 жителей[14].
- на 1 января 2021 года в посёлке было зарегистрировано 338 домохозяйств и 857 жителей[15].

## Улицы
Новый квартал, территория Рассвет.